# Mustang, Texas
Mustang là một thị trấn thuộc quận Navarro, tiểu bang Texas, Hoa Kỳ. Năm 2010, dân số của thị trấn này là 21 người.

## Dân số
- Dân số năm 2000: 47 người.
- Dân số năm 2010: 21 người.